# Kościół św. Klary i Józefa w Przasnyszu
Kościół klasztorny św. Klary i Józefa w Przasnyszu usytuowany jest w zachodniej części miasta, przy ul. Piłsudskiego. 

## Historia
Początki klasztoru żeńskiego w Przasnyszu łączą się z fundacją Petroneli Podoskiej. W 1606 sprowadzono z Warszawy siostry bernardynki i na gruncie ofiarowanym przez Podoską wzniesiono dla nich pierwszą drewnianą kaplicę. W tymże 1606 kolejnej fundacji dokonała skarbnikowa ciechanowska Elżbieta Mostowska. Trzy lata później założono fundamenty murowanego kościoła i klasztoru. Klasztor ukończono w 1615, kościół zaś – w 1616. Niestety, oba budynki już w 1622 zostały zniszczone pożarem. Odbudowane, spłonęły ponownie w 1645. Gruntownej odbudowy kościoła i klasztoru dokonano w latach 1685–1694 staraniem wieloletniej przeoryszy Katarzyny Załuskiej, siostry biskupa płockiego Andrzeja Chryzostoma Załuskiego, który w 1694 świątynię konsekrował. W latach 1786–1789 z fundacji Kazimierza Krasińskiego, oboźnego wielkiego koronnego, odnowiono kościół i rozbudowano klasztor. Pracami kierował architekt Franciszek Szulc. Budynki restaurowano ponownie w 1840 r. Po kasacie klasztorów w Królestwie Polskim w 1864 bernardynki nie mogły przyjmować kandydatek do zakonu. 

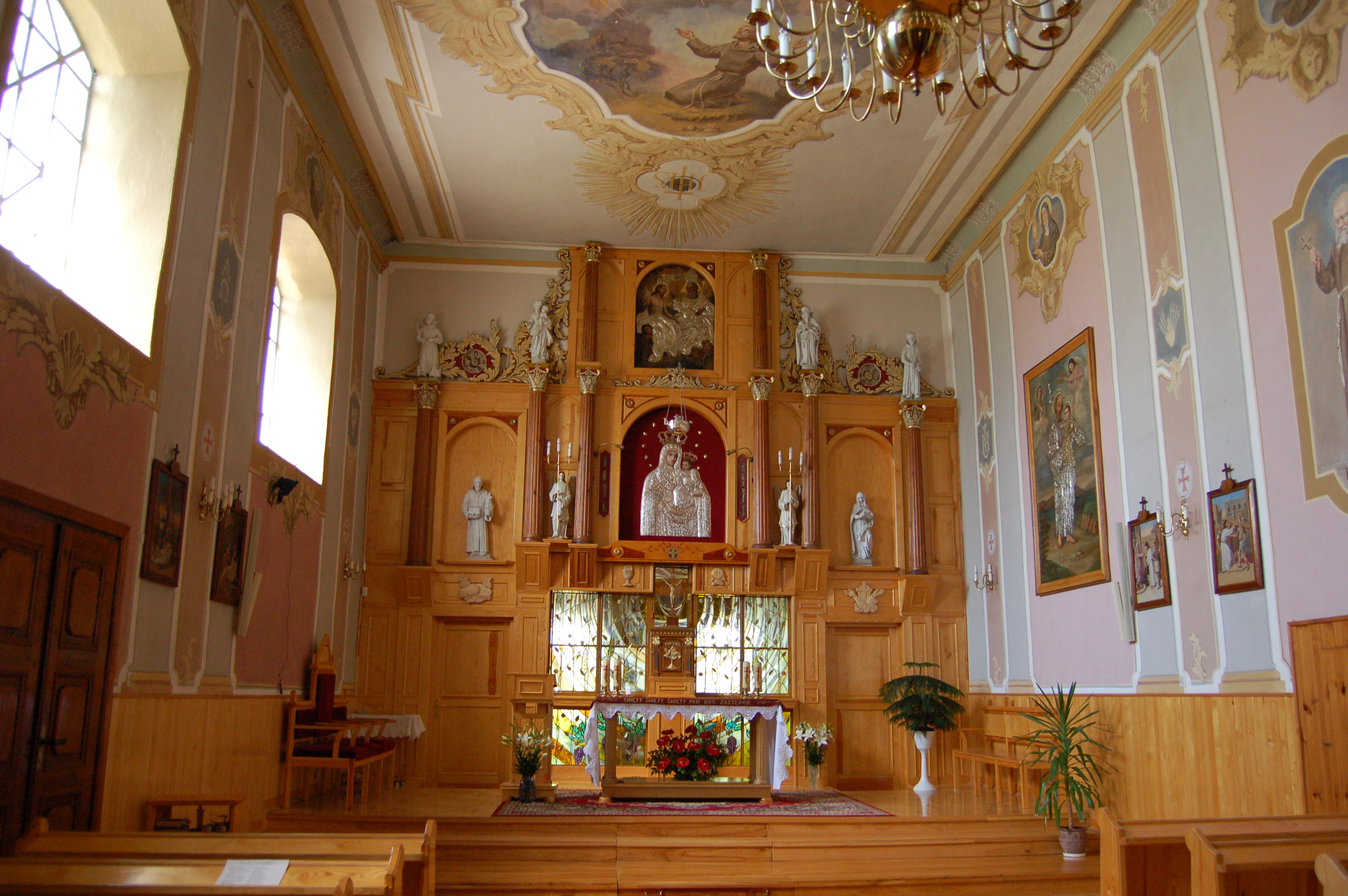
Wnętrze kościoła

W lipcu 1871 r. ostatnie siostry wyjechały do Łowicza i Wielunia. Ich miejsce zajęły klaryski kapucynki, które przybyły do Przasnysza 26 lipca 1871 r. Odwiedzał je tu dwukrotnie o. Honorat Koźmiński. Pierwszą opatką klasztoru była m. Izabella Lebenstein. Przez długie lata kapucynki nie mogły przyjmować nowych kandydatek do zakonu. Sytuacja ta zmieniła się na krótko w latach 1905–1906. Jednak regularny nowicjat otworzyły kapucynki dopiero w 1916 r.
W czasie I wojny światowej zabudowania klasztorne zostały uszkodzone, następnie (po 1916 r.) odremontowane pod kierunkiem architektów Kazimierza Skórewicza i Kazimierza Tołłoczki.
W kwietniu 1941 r. wszystkie zakonnice wywiezione zostały do niemieckiego obozu koncentracyjnego Soldau (KL) w Działdowie. Niemcy urządzili w kościele magazyn, a w klasztorze więzienie. W obozie w Działdowie zmarła śmiercią męczeńską bł. Teresa (Mieczysława) Kowalska.

## Architektura i wnętrze

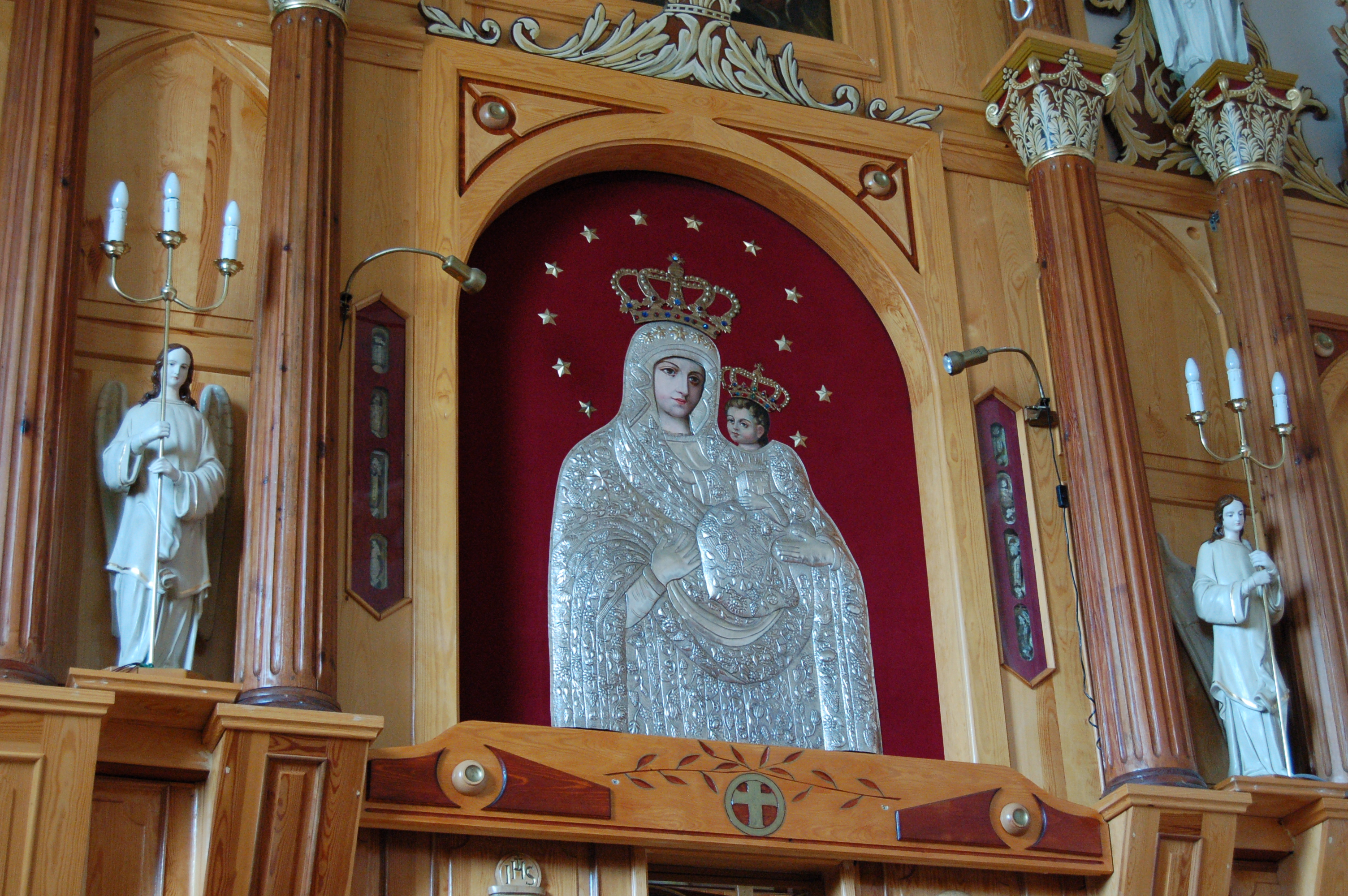
Obraz Matki Bożej Pocieszenia z Dzieciątkiem

Kościół klasztorny pw. św. św. Klary i Józefa to budynek murowany z cegły, otynkowany, salowy, na planie prostokąta, w obecnym wyglądzie bezstylowy. Fasada poprzedzona kruchtą, zwieńczona jest trójkątnym szczytem z wieżyczką na sygnaturkę. Malatura kościoła została wykonana w latach 50. XX wieku. W ołtarzu znajduje się czczony przez okolicznych mieszkańców XVIII-wieczny obraz Matki Boskiej z Dzieciątkiem w nowej sukience z posrebrzanej blachy miedzianej (poprzednia sukienka, pochodząca z XVIII w. została skradziona w październiku 2003). W nastawie ołtarza obraz Trójcy Św. z XVIII w. W kościele znajdują się również XVIII-wieczne obrazy św. Antoniego Padewskiego i św. Józefa z Dzieciątkiem.
Do kościoła przylega od wschodu czteroskrzydłowy klasztor murowany, piętrowy, z wirydarzem. Nowe skrzydło klasztorne zostało dobudowane w latach 80. XX w.